# Акмаль, дракон и принцесса
«Акма́ль, драко́н и принце́сса» — советский детский художественный фильм (первый из кинодилогии о приключениях мальчика Акмаля в волшебной стране), выпущенный в 1981 году киностудией «Узбекфильм». Съёмки фильма проходили в Ташкенте.

## Сюжет
Фильм начинается с поисков мальчика Акмаля, уже неоднократно уходившего из дома в поисках приключений. Когда его находят, он утверждает, что побывал в сказке. Оказавшись в сказке и сориентировавшись во времени, начитанный Акмаль вспоминает, что принцессе Гузаль угрожает опасность: сегодня на закате её должен похитить дракон Кара-Батур. С помощью старичка-волшебника он отправляется предупредить людей.
Однако Акмаль опоздал — когда он пришёл в город, там уже побывал дракон, который похитил принцессу, а остальных жителей заколдовал, лишив возможности двигаться. Избежал участи только отец принцессы — хан, который во время нападения дракона спрятался под столом. Акмаль отправляется по следам дракона, а хан, случайно коснувшись одного из подданных, также застывает на месте. В пути Акмалю встречается ведьма с единственным больным зубом. Акмаль, вырвав ей зуб, избавляет её от страданий, и ведьма в благодарность решает помочь ему.
Акмаль вступает в схватку с драконом. К нему на помощь поспевает разыскивающий его милиционер Нуриев. Вдвоём они с помощью сказочного огненного тюльпана одолевают Кара-Батура.

## Музыка в фильме
В фильме звучит три песни композитора Евгения Ширяева на стихи Юрия Степчука: «Златогривый конь», «Я — столетний старичок» и «Я —ведьма».

## В ролях
- Сократ Сулейманов — Акмаль
- Дильноз Расулова — Гузаль / принцесса Гузаль
- Раджаб Адашев — Джахангир Нуриев, лейтенант милиции
- Ирода Алиева — ведьма Алмауз Кампыр (Ненасытная старуха)
- Вахид Кадыров — хан, отец принцессы Гузаль
- Хайрулла Сагдиев — «столетний старичок», он же волшебный садовник
- Вахоб Абдуллаев
- А. Мухамедов
- Максуд Мансуров
- Учкун Рахманов
- Пулат Саидкасымов